# Dot als Països Catalans

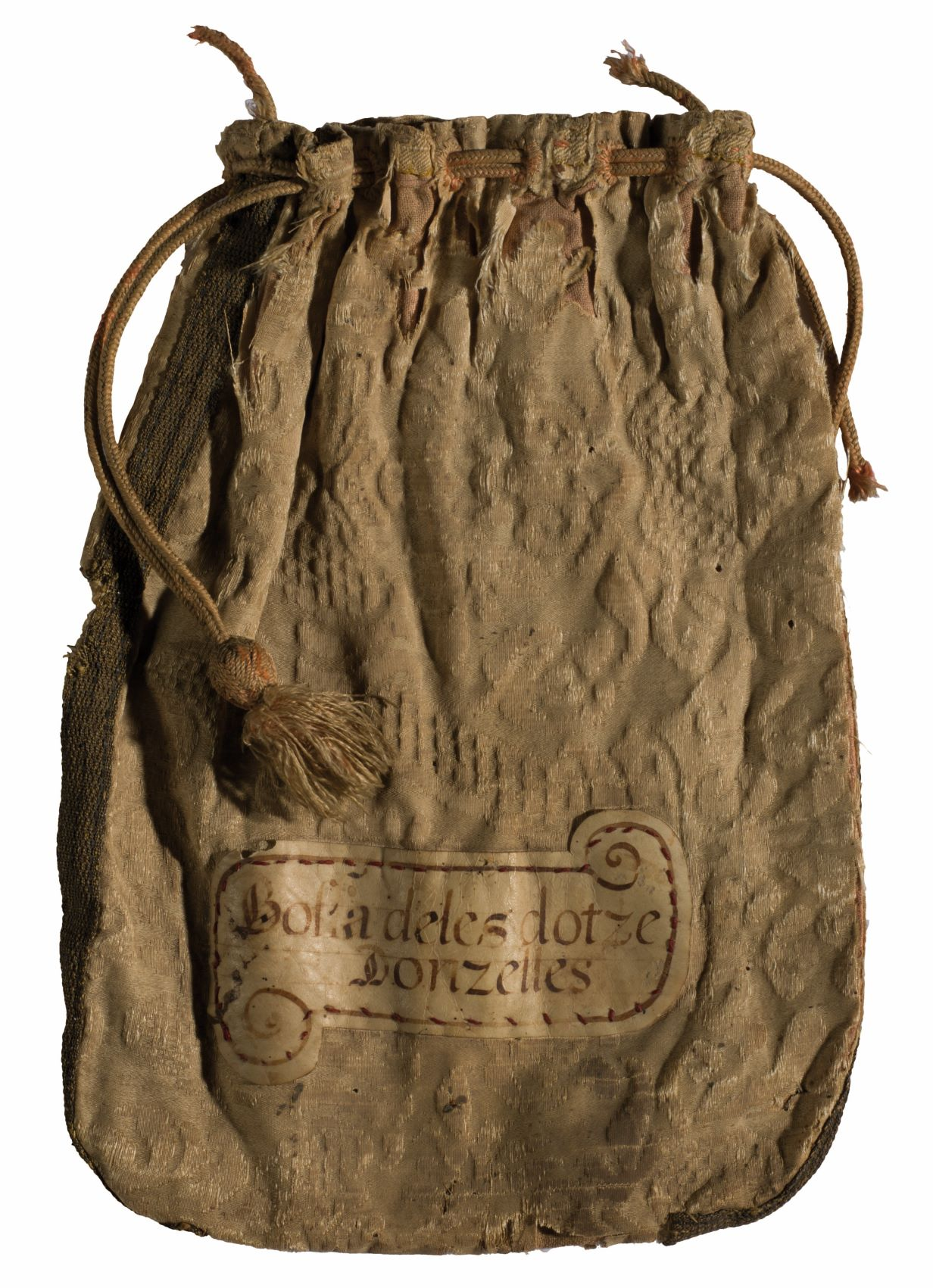
Bossa de les dotze donzelles

Als Països Catalans, el dot és una part del patrimoni dels pares que en vida d'ells hom pot lliurar als cabalers —fills o filles—, a vegades en pagament o a compte de llurs drets legitimaris, a diferència de l'heretament, que hom lliura només a l'hereu o a la pubilla. La muller solia aportar aquests béns per raó de matrimoni, com a contribució al sosteniment de les càrregues de la família en el règim normal català de separació de béns. Segons la llei del Parlament de Catalunya del 1984, que abolí el dot obligatori (o necessari), el dot és sempre voluntari (dot voluntari).

## Ajudes per a dotar donzelles: el cas de l'Ajuntament de Girona
Des d'època medieval existien ajudes per dotar donzelles o ajudes al maridatge de donzelles, com a obres de caritat instituïdes per particulars o institucions amb l'objectiu proveir de dot a noies pobres o sense recursos materials.
El 7 de febrer de 1660 el govern municipal va establir un sorteig anual d'un dot de 50 lliures per a les noies pobres de la ciutat Aquest sorteig anual es va mantenir de forma quasi ininterrompuda fins al 1869. La institució d'aquestes ajudes, juntament amb vuit misses diàries durant els tres dies de festa de Carnestoltes i el dejuni la vigília del 2 de febrer, eren la concessió a les autoritats eclesiàstiques per a què aquestes permetessin la celebració del Carnestoltes. La celebració havia estat prohibida el 1641 pels jurats de la ciutat per evitar els escàndols i excessos que comportaven els balls de màscares i disfresses.
El sorteig es feia mitjançant la “Bossa de les dotze donzelles”, peça de tela conservada a l'Arxiu Municipal de Girona.